# Diocese de Asansol
A Diocese de Asansol (Latim:Dioecesis Asansolensis) é uma diocese localizada no município de Asansol, no estado de Bengala Ocidental, pertencente a Arquidiocese de Calcutá na Índia. Foi fundada em 24 de outubro de 1997 pelo Papa João Paulo II. Com uma população católica de 31.250 habitantes, sendo 0,2% da população total, possui 26 paróquias com dados de 2020.

## História
Em 24 de outubro de 1997 o Papa João Paulo II cria a Diocese de Asansol através do território da Arquidiocese de Calcutá.

## Prelados
A seguir uma lista de bispos desde a criação da diocese em 1997.
|                             | Nome           | Período   | Notas                                  |
| Bispos                      | Bispos         | Bispos    | Bispos                                 |
| --------------------------- | -------------- | --------- | -------------------------------------- |
| 2º                          | Elias Frank    | 2023-2025 | Nomeado Arcebispo coadjutor de Calcutá |
| 1º                          | Cyprian Monis  | 1997-2020 | Bispo emérito                          |
| Administradores apostólicos |                |           |                                        |
|                             | Julius Marandi | 2022-2023 |                                        |
|                             | Salvadore Lobo | 2020-2022 |                                        |